# Medialismo
Le Medialismo est un mouvement artistique théorisé par la critique d'art napolitaine Gabriele Perretta de la seconde moitié des années 1980, formé de trois composantes expressives: la peinture sur médium, le médialisme analytique et les entreprises en tant que sociétés médiatiques,. Avec une exposition du même nom, le Flash Art Museum de Trevi (PG) inauguré en octobre 1993 a exposé 35 artistes du monde entier.